# Executive Suite
Executive Suite  è una serie televisiva statunitense in 18 episodi trasmessi per la prima volta nel corso di una sola stagione dal 1976 al 1977. È basata sul romanzo omonimo di Cameron Hawley e sul seguente adattamento cinematografico del 1954 La sete del potere (Executive Suite).

## Personaggi
- Dan Walling (18 episodi, 1976-1977), interpretato da	Mitch Ryan.
- Helen Walling (18 episodi, 1976-1977), interpretata da	Sharon Acker.
- Brian Walling (18 episodi, 1976-1977), interpretato da	Leigh McCloskey.
- Stacey Walling (18 episodi, 1976-1977), interpretato da Wendy Phillips.
- Howell Rutledge (18 episodi, 1976-1977), interpretato da Stephen Elliott.
- Astrid Rutledge (18 episodi, 1976-1977), interpretata da	Gwyda Donhowe.
- Pearce Newberry (18 episodi, 1976-1977), interpretato da	Byron Morrow.
- Hilary Mason (18 episodi, 1976-1977), interpretata da	Madlyn Rhue.
- Anderson Gault (18 episodi, 1976-1977), interpretato da William Smithers.
- Glory Dalessio (18 episodi, 1976-1977), interpretata da	Joan Prather.
- Tom Dalessio (18 episodi, 1976-1977), interpretato da	Paul Lambert.
- Summer Johnson (18 episodi, 1976-1977), interpretata da	Brenda Sykes.
- Mark Desmond (18 episodi, 1976-1977), interpretato da	Richard Cox.
- Harry Ragin (18 episodi, 1976-1977), interpretato da	Carl Weintraub.
- Marge Newberry (18 episodi, 1976-1977), interpretata da Maxine Stuart.
- Nick Koslo (9 episodi, 1976-1977), interpretato da Scott Marlowe.
- David Valerio (8 episodi, 1976-1977), interpretato da Ricardo Montalbán.
- Malcolm Gibson (6 episodi, 1976-1977), interpretato da	Percy Rodriguez.
- Yvonne Holland (6 episodi, 1976-1977), interpretata da	Trisha Noble.
- Walter Johnson (5 episodi, 1976-1977), interpretato da	Nat Jones.
- B.J. Koslo (5 episodi, 1976), interpretato da	Moosie Drier.
- Sy Bookerman (4 episodi, 1976), interpretato da John Randolph.
- Sharon Cody (3 episodi, 1976), interpretata da	Joanna Barnes.
- Julie (3 episodi, 1976), interpretata da	Geraldine Brooks.
- Duquesne (3 episodi, 1976), interpretato da	James Luisi.

## Produzione
La serie fu prodotta da MGM Television e girata negli studios della Metro-Goldwyn-Mayer a Culver City in California.

### Registi
Tra i registi della serie sono accreditati:
- Charles S. Dubin (4 episodi, 1976)
- Joseph Pevney (4 episodi, 1976)
- Vincent Sherman (3 episodi, 1976)
- Corey Allen
- John Newland

## Distribuzione
La serie fu trasmessa negli Stati Uniti dal 1976 al 1977 sulla rete televisiva CBS. In Italia è stata trasmessa su reti locali con il titolo Executive Suite.
Alcune delle uscite internazionali sono state:
- negli Stati Uniti il 20 settembre 1976 (Executive Suite)
- nei Paesi Bassi il 11 marzo 1978 (De man aan de top)
- in Italia (Executive Suite)

## Episodi
| Stagione       | Episodi | Prima TV USA |
| -------------- | ------- | ------------ |
| Prima stagione | 18      | 1976-1977    |